# Teufaiva Sport Stadium
Das Teufaiva Sport Stadium ist ein Rugby- und Fußballstadion mit Leichtathletikanlage in der Hauptstadt Nukuʻalofa des Inselstaates Tonga. Das Anlage bietet 10.000 Zuschauern Platz. Die tongaische Rugby-Union-Nationalmannschaft sowie die tongaischen Fußballnationalmannschaften der Männer und Frauen tragen hier ihre Heimspiele aus.
Früher auch als Tenefaira Field Stadium bekannt, verfiel das Stadion zu Beginn der 2000er Jahre und blieb ab 2009 acht Jahre lang ungenutzt. Es wurde mit finanzieller Unterstützung der Regierung Neuseelands renoviert und im Jahr 2017 wiedereröffnet, aber nur wenige Monate später durch den Zyklon Gita schwer beschädigt. Nach der Beseitigung der Schäden erfolgte im August 2018 erneut die Inbetriebnahme.